# PAL Express
La PAL Express, fino al marzo 2013 Airphil Express e nota fino a marzo 2010 come Air Philippines, è una compagnia aerea a basso costo delle Filippine, con sede a Pasay, Metro Manila. È parte del gruppo PAL Holdings, Inc. che controlla la compagnia di bandiera filippina Philippine Airlines.
La compagnia fu costituita nel 1995 con un capitale iniziale di 500 milioni di pesos e il primo Boeing 737-200 fu consegnato nel dicembre di quello stesso anno e venne utilizzato per il primo volo commerciale con destinazioni Subic, Iloilo e Zamboanga.
Nel marzo 2013 la compagnia, che aveva fino a quel momento utilizzato il marchio Airphil Express, comunica il muovo marchio PAL Express, che viene utilizzato a partire dal 15 marzo 2013